# Lacaria picuncharia
Lacaria picuncharia är en fjärilsart som beskrevs av Orfila och Schajovski 1960. Lacaria picuncharia ingår i släktet Lacaria och familjen mätare. Inga underarter finns listade i Catalogue of Life.